# 同株菌属
同株菌属（学名：Enarthromyces）是虫囊菌科的一属。

## 下属物种
本属包括以下物种：
- 印度同株虫囊菌 Enarthromyces indicus Thaxter